# MK 19
MK 19 (Mark 19) là loại súng phóng lựu tự động được lực lượng hải quân Hoa Kỳ tiến hành phát triển từ năm 1966 sau khi tham gia vào chiến tranh Việt Nam một thời gian và nó cũng được nhìn thấy sử dụng lần đầu tiên trong cuộc chiến này. Hiện tại loại súng này vẫn còn được sử dụng.

## Phát triển và sử dụng
Kể từ năm 1962 thì một số ít lực lượng Hoa Kỳ chiến đấu tại Việt Nam đã được trang bị sử dụng biến thể có thể bắn nhiều lần của súng phóng lựu M79 vốn chỉ bắn phát một. Cùng với những khẩu súng đó thì khẩu MK 18 có khả năng bắn dây đạn với cách nạp đạn bằng tay quay là đáng chú ý nhất với hỏa lực tầm ngắn khá cao thường dùng để gắn trên các phương tiện đi trên sông hay cố thủ các vị trí ở các bãi biển. Tuy nhiên các loại vũ khí này đều có tầm bắn rất ngắn và hải quân Hoa Kỳ đã quyết định phá triển một loại súng mới có khả năng bắn loại lựu đạn theo chuẩn 40x53mm một cách tự động và nhanh chóng.
Việc phát triển MK 19 bắt đầu vào năm 1966 và đến năm 1967 thì các nguyên mẫu đã được đưa vào thử nghiệm. Mẫu MK 19 Mod 0 đã được đưa vào sử dụng từ đầu năm 1968, chúng được gắn trên những phương tiện đi sông và trên trực thăng chiến đấu tại chiến trường Việt Nam. Đến năm 1971 mẫu MK 19 Mod 1 đã được phát triển để khắc phục các trục trặc mà mẫu trước đó bị mắc phải khi chiến đấu. Đến năm 1974 thì mẫu MK 19 Mod 2 được phát triển để thu gọn hình dáng của khẩu súng nhưng mẫu này không qua được giai đoạn thử nghiệm. Đến năm 1976 thì mẫu MK 19 Mod 3 được phát triển để tăng độ bền của khẩu súng và việc phát triển kết thúc năm 1981. Tới năm 2000 thì khoảng 25.000 khẩu MK 19 Mod 3 đã được chế tạo hầu hết cho lực lượng quân đội Hoa Kỳ và một số được bán cho các nước khác.

## Thiết kế
MK 19 sử dụng hệ thống làm mát bằng không khí, nạp đạn bằng dây đạn, sử dụng cơ chế nạp đạn blowback và bắn với khóa nòng mở. Loại súng này sẽ khai hỏa ngay khi khóa nòng đã đẩy một phần viên đạn vào khoang chứa đạn nhưng vẫn chưa kết thúc chu kỳ đẩy lên để giảm độ giật vì lực đẩy của bolt sẽ vô hiệu hóa một phần độ giật của viên đạn được phóng đi. Khe nạp đạn nằm ở bên trái của súng và khi bắn xong vỏ đạn sẽ được nhả ra ở phía bên dưới của súng.
Dây đạn thường đặt trong thùng đạn với số lượng là 32 hay 48 quả. Nòng súng được tích hợp bộ phận chống chớp sáng. Loại lựu đạn 40×53mm mà súng sử dụng có khả năng tiêu điệt mục tiêu trong vòng 5 m và gây thương tích trong vòng 15 m cũng như có thể dùng để công phá các phương tiên cơ giới bọc giáp nhẹ. Súng có thể dùng để gắn trên các phương tiện cơ giới khác nhau hoặc trên bệ chống ba chân để hỗ trợ bộ binh với một nhóm hỗ trợ tác chiến giúp di chuyển (vì khẩu súng khá nặng với 35,3 kg trọng lượng rỗng cùng bệ chống 20 kg và thêm 20 kg cho hộp đạn đầy).
Hệ thống nhắm cơ bản của súng là điểm ruồi và thước nhắm nhưng có thể gắn thêm các hệ thống nhắm khác để hỗ trợ tác chiến và phù hợp với môi trường.